# Autoridade de Supervisão de Seguros e Fundos de Pensões
A Autoridade de Supervisão de Seguros e Fundos de Pensões (ASF) é a entidade reguladora e de supervisão, em Portugal, da atividade seguradora, resseguradora, fundos de pensões e mediação de seguros. Até 2015, denominava-se Instituto de Seguros de Portugal (ISP).